# Мартина Суха
Мартина Суха (словен. Martina Suchá) је бивша словачка тенисерка.
У каријери је освојила 5 ИТФ турнира у појединачној и 2 у игри парова. Дебитовала је као професионални играч 1996. године. До сада је освојила 2 ВТА турнира у појединачној конкуренцији.
За репрезентацију Словачке играла је на Олимпијским играма у Атини 2004. и у Фед купу 2002. и 2004 — 2005. године.

### Пласман на ВТА листи на крају сезоне
| Година  | 1996. | 1997. | 1998. | 1999. | 2000. | 2001. | 2002. | 2003. | 2004. | 2005. | 2006. | 2007. | 2008. |
| Пласман | 774.  | 675.  | 271.  | 139.  | 109.  | 66.   | 64.   | 89.   | 57.   | 90.   | 84.   | 173.  | 394.  |

## Резултати Мартине Сухе

### Победе појединачно (2)
|   | Датум   | име и место турнира               | Кат. | ($)     | Терен        | Противник             | Резултат       |
| 1 | 7/01/02 | Мурила Хобарт интернешнл‎ , Хобарт |      | 110.000 | Тврди (ext.) | Анабел Медина Гаригес | 7-6 (9-7), 6-1 |
| 2 | 1/11/04 | Bell Challenge, Квебек            |      | 170.000 | Тврди (int.) | Абигејл Спирс         | 7-5, 3-6, 6-2  |

### Порази у финалу појединачно (4)
|   | Датум    | име и место турнира                             | Кат. | ($)     | Терен        | Противник       | Резултат       |
| 1 | 15/10/01 | Словачка опен, Братислава                       |      | 110.000 | Тврди (ун)   | Рита Гранде     | 6-1, 6-1       |
| 2 | 26/04/04 | Велика награда Будимпеште, Будимпешта           |      | 110.000 | Земља (ext.) | Јелена Јанковић | 7-6 (7-4), 6-3 |
| 3 | 27/09/04 | Guangzhou International Women’s Open, Guangzhou |      | 170.000 | Тврди (ext.) | Ли На           | 6-3, 6-4       |
| 4 | 15/05/06 | Велика награда Марока, Рабат                    |      | 145.000 | Земља (ext.) | Меган Шонеси    | 6-2, 3-6, 6-3  |

### Победе у игри парова
Ниједан турнир

### Порази у финалу у игри парова
Ниједан турнир

### Учешће наГренд слемтурнирима

#### Појединачно
| Година | Аустралијан опен | Аустралијан опен     | Ролан Гарос | Ролан Гарос        | Вимблдон | Вимблдон            | Ју-Ес опен | Ју-Ес опен        |
| ------ | ---------------- | -------------------- | ----------- | ------------------ | -------- | ------------------- | ---------- | ----------------- |
| 2001.  | 1. коло          | Силвија Фарина Елиа  | 2. коло     | Јелена Бовина      | 1. коло  | Линдси Давенпорт    | 3. коло    | Серена Вилијамс   |
| 2002.  | 4. коло          | Адријана Сера Занети | 1. коло     | Серена Вилијамс    | 2. коло  | Данијела Хантухова  | 2. коло    | Пати Шнидер       |
| 2003.  | 1. коло          | Елс Каленс           | -           | -                  | 2. коло  | Анико Карпош        | 2. коло    | Џенифер Капријати |
| 2004.  | 1. коло          | Ципора Обзилер       | 1. коло     | Фабиола Зулуга     | 1. коло  | Марија Венто Кабчи  | 1. коло    | Северин Бремонд   |
| 2005.  | 2. коло          | Јевгенија Линецкаја  | 1. коло     | Татјана Гарбин     | 1. коло  | Силвија Фарина Елис | 2. коло    | Пати Шнидер       |
| 2006.  | 2. коло          | Флавија Пенета       | 1. коло     | Јелена Дементијева | 1. коло  | Катарина Среботник  | 1. коло    | Ана Чакветадзе    |
| 2007.  | 1. коло          | Ева Бирнерова        | 1. коло     | Пати Шнидер        | 1. коло  | Аико Накамура       | -          | -                 |

#### У игри парова
| Година | Аустралијан опен          | Аустралијан опен                 | Ролан Гарос                  | Ролан Гарос                          | Вимблдон                     | Вимблдон                     | Ју-Ес опен                | Ју-Ес опен                          |
| ------ | ------------------------- | -------------------------------- | ---------------------------- | ------------------------------------ | ---------------------------- | ---------------------------- | ------------------------- | ----------------------------------- |
| 2005.  | -                         | -                                | 1. коло Маријана Дијаз-Олива | Лиса Рејмонд · Аустралија Рене Стабс | 1. коло Маријана Дијаз-Олива | Елена Балтача Џејн О'Донохју | 1. коло Зузана Ондрашкова | Дениса Хладкова Виржини Рацано      |
| 2006.  | -                         | -                                | 1. коло Луције Храдецка      | Вирхинија Руано Паскуал Паола Суарез | 1. коло Марта Домаховска     | Морин Дрејк Никол Вајдишова  | 1. коло Клара Закопалова  | Аљона Бондаренко Катерина Бондренко |
| 2007.  | 2. коло Цветана Пиронкова | Јелена Дементјева Флавија Пенета | -                            | -                                    | -                            | -                            | -                         | -                                   |

### Учешће уФед купу

#### Финални сусрет
|   | Датум    | Место                                                               | Терен.                                                           | Састав екипе                                                              | Финалиста | Резултат |
| 1 | 02/11/02 | Гран Канарија, -{Palacio de Congresos de Maspalomas }-\|тврда (дв.) | Данијела Хантухова Јанета Хусарова Хенријета Нађова Мартина Суха | Кончита Мартинез Аранча Санчез Викарио Магуи Серна Вирхиниа Руано Паскуал | 3 - 1     |          |

#### Остали детаљи
(језик: енглески) fedcup.com